# Se necesita una ilusión
Se necesita una ilusión era una telenovela argentina producida y dirigida para Canal 9 (hoy Elnueve) en 1979. Fue protagonizada por Virginia Faiad y Antonio Grimau, como también con Carmen Vallejo en el rol antagónico. Además contó con las participaciones estelares de Iris Alonso, Ignacio Alonso, Betiana Blum y Hugo Arana.

## Argumento
Mercedes (Carmen Vallejo) deja olvidada su billetera en el supermercado. Otra clienta la toma, pero ella insiste en culpar a la cajera, Carmita (Virginia Faiad), de habérsela robado. Luego de hacer la denuncia, la policía advierte que no hay evidencia para inculpar a la joven. A partir de ese momento, el hijo de la acusadora, Ricardo (Antonio Grimau), hará todo lo posible por tratar de subsanar el daño causado a la muchacha.

## Elenco
- Virginia Faiad - Carmita
- Antonio Grimau - Ricardo
- Carmen Vallejo - Mercedes
- Ignacio Alonso - Pedro
- Iris Alonso - Mariana
- Hugo Arana - Juan
- Betiana Blum - Clarisa
- Mirta Busnelli - Antonia
- Alba Castellanos - Pilar
- J. del Vecchio - Amalia
- Isidro Fernán Valdéz - Clemente
- Héctor Gióvine - Pablo Torres
- Javier Iribarri - Raúl
- Nora Kaleka - Marcela
- Cecilia Maresca - Lila
- Laura Marino - Hortencia
- Adrián Martel - Enrique
- Marzenka Nowak - Leonor
- Elsa Piuselli - Isabel
- Mario Rola - Arturo
- Elena Sedova - Viviana
- Enrique Talión - Blas
- Martínez Rosconi - Policía

## Equipo de producción
- Historia: Celia Alcántara
- Tema: The Poet and I
- Intérprete: Frank Mills
- Dirección: Oscar Bertotto
- Productor: Roberto López Aramburu